# Transactions and Proceedings of the Royal Society of Victoria
Transactions and Proceedings of the Royal Society of Victoria (abreviado Trans. & Proc. Roy. Soc. Victoria) fue una revista ilustrada con descripciones botánicas que fue editada por la Royal Society of Victoria. Fueron publicados los volúmenes 7 al 24 desde 1860 hasta 1887. Fue precedida por Transactions and Proceedings of the Philosophical Institute of Victoria y reemplazada por Proceedings of the Royal Society of Victoria.